# Нур (Нуримановский район)
Нур (баш. Нур) — деревня в Нуримановском районе Башкортостана, входит в состав Новосубаевского сельсовета.

## Население
| 2002 | 2009 | 2010 |
| ---- | ---- | ---- |
| 107  | ↘100 | ↘96  |

Национальный состав
Согласно переписи 2002 года, преобладающие национальности — башкиры (68 %), татары (32 %).

## Географическое положение
Расположена в лесистой местности на правом берегу реки Салдыбаш напротив места впадения реки Бияз. Расстояние до:
- районного центра (Красная Горка): 20 км,
- центра сельсовета (Новый Субай): 4 км,
- ближайшей ж/д станции (Иглино): 70 км.

Вблизи деревни проходит тупиковая дорога Красная Горка — Новый Субай, через деревню проходит подъездная дорога от неё к Старому Биязу.